# Hermonassa (bướm đêm)
Hermonassa  là một chi bướm đêm thuộc họ Noctuidae.

## Hình ảnh

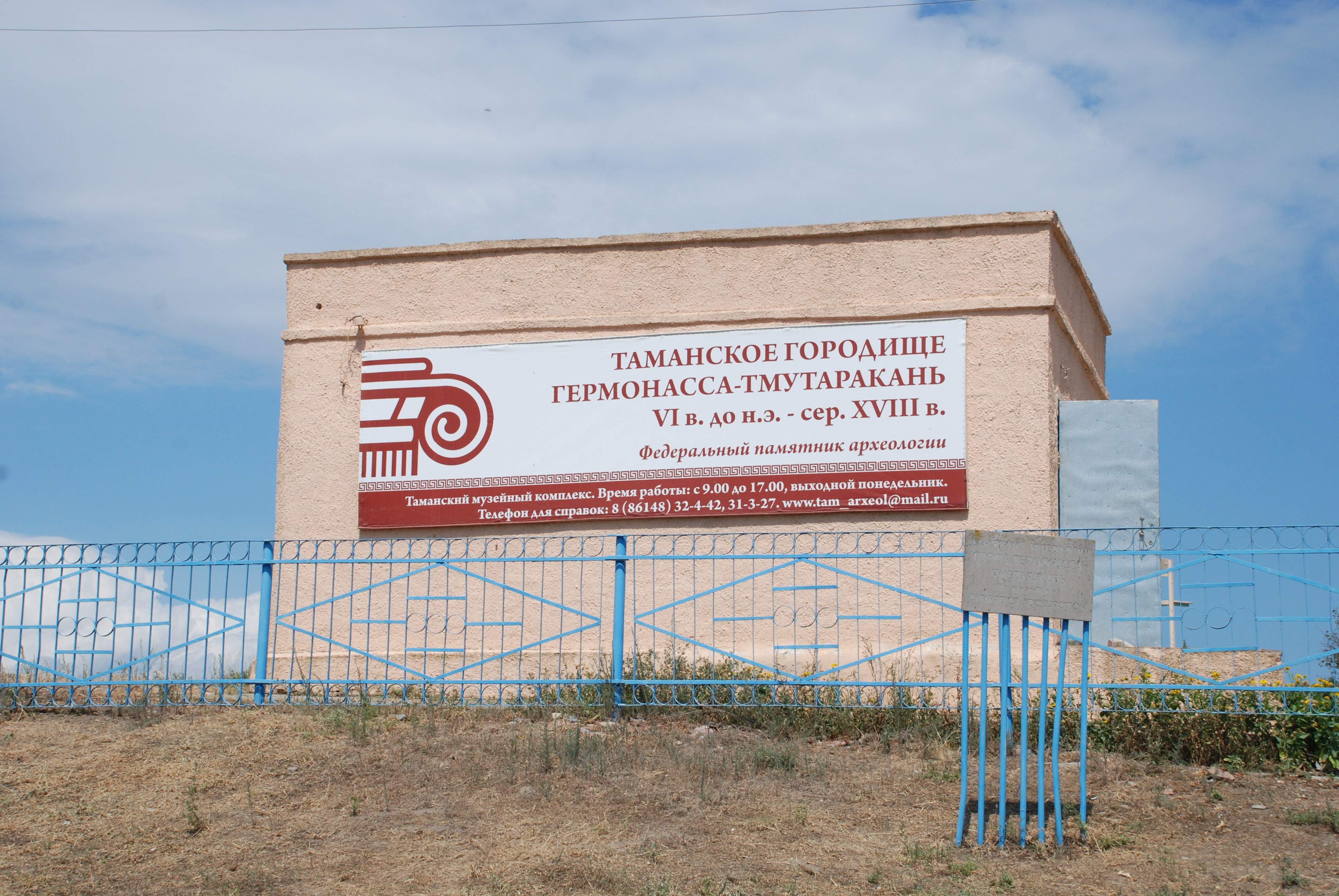
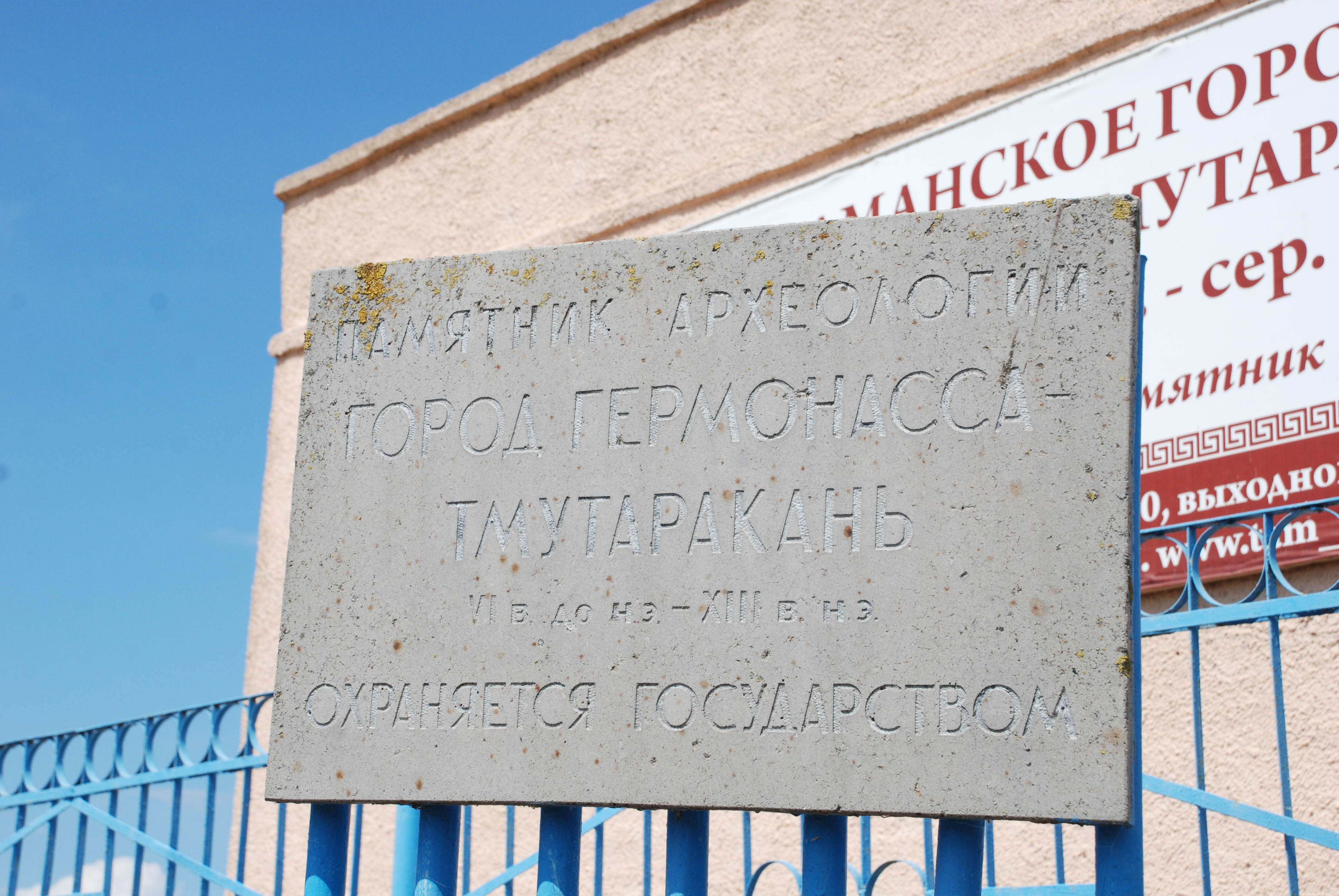
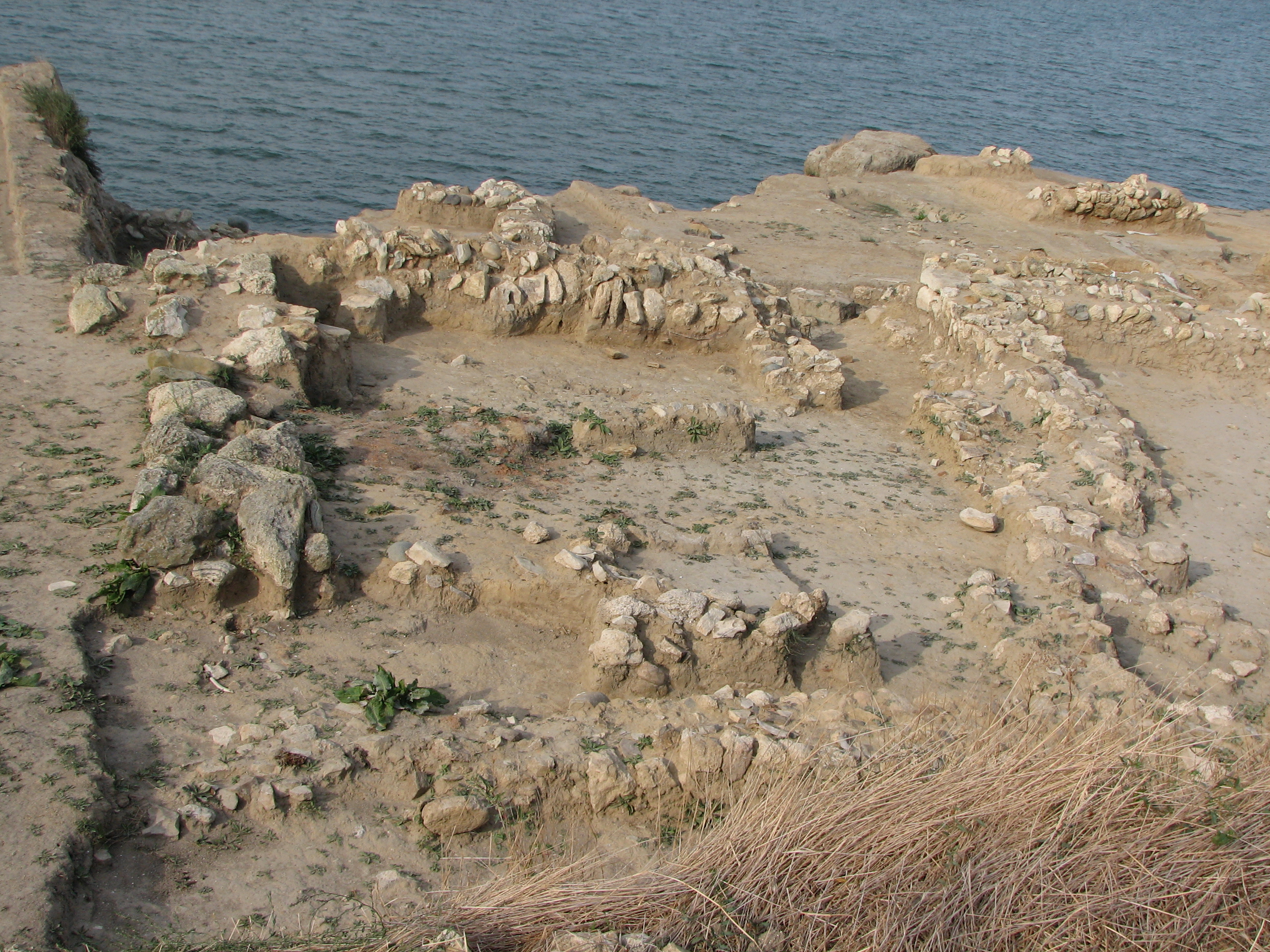
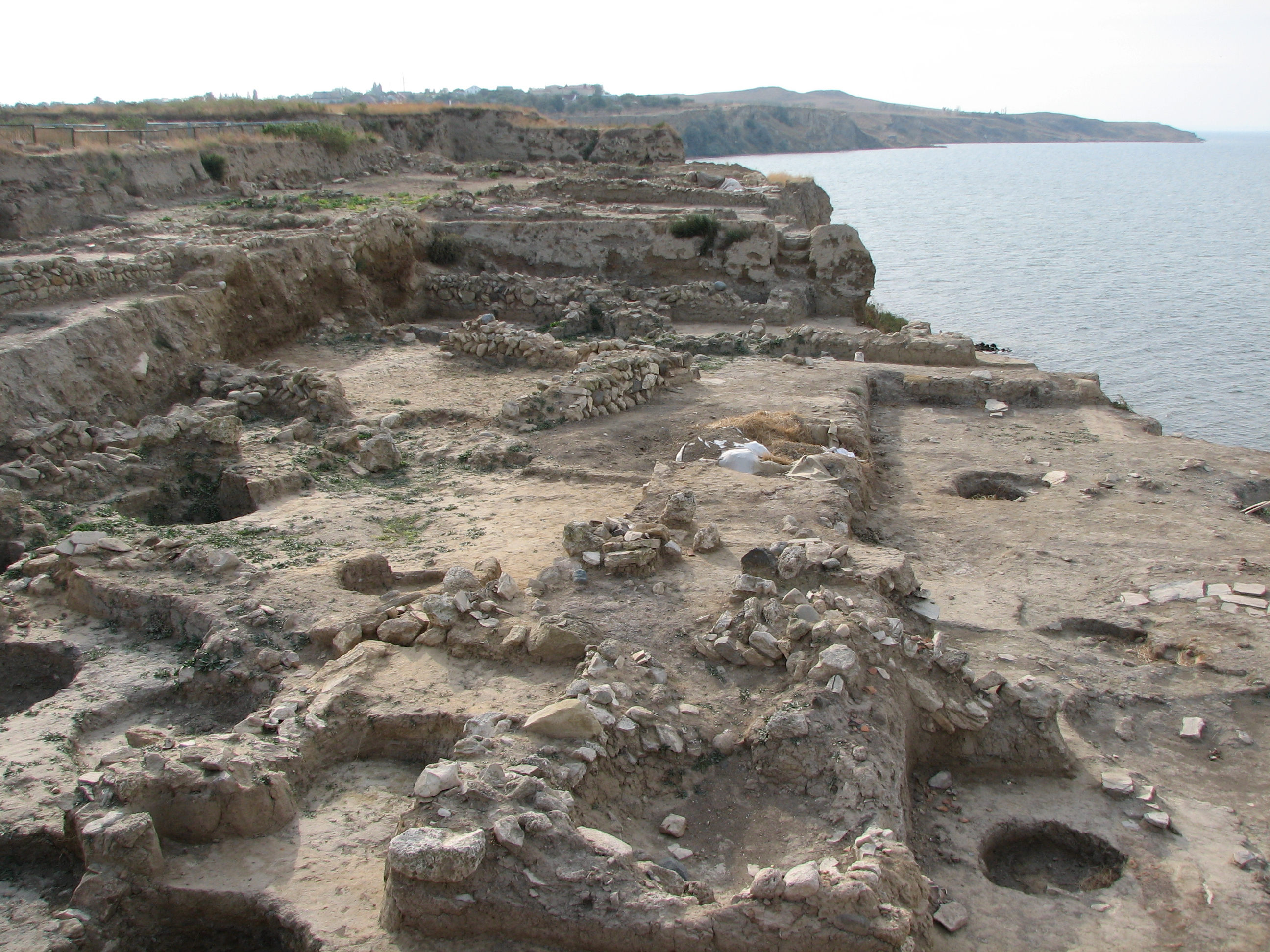